# Hrušovany
Hrušovany är en ort i Tjeckien.   Den ligger i regionen Ústí nad Labem, i den nordvästra delen av landet, 70 km nordväst om huvudstaden Prag. Hrušovany ligger 304 meter över havet och antalet invånare är 272.
Terrängen runt Hrušovany är platt.Runt Hrušovany är det ganska tätbefolkat, med 192 invånare per kvadratkilometer. Närmaste större samhälle är Most, 16,1 km nordost om Hrušovany. Trakten runt Hrušovany består till största delen av jordbruksmark.